# Harold Grey
Harold Grey est un boxeur colombien né le 20 décembre 1971 à Arjona.

## Carrière
Passé professionnel en 1990, il devient champion du monde des poids super-mouches IBF le 29 août 1994 après sa victoire aux points contre Julio César Borboa. Harold Grey conserve son titre aux dépens de Vincenzo Belcastro, Orlando Tobon et de nouveau Borboa puis s'incline face à l'argentin Carlos Gabriel Salazar le 7 octobre 1995. Il remporte le combat revanche le 27 avril 1996 mais perd définitivement la ceinture IBF le 24 août suivant contre Danny Romero. Il mettra un terme à sa carrière de boxeur en 2004 sur un bilan de 25 victoires et 6 défaites.